# Daram
Daram is een gemeente in de Filipijnse provincie Samar op het gelijknamig eiland Samar. Bij de laatste census in 2007 had de gemeente ruim 38 duizend inwoners.

## Geografie

### Bestuurlijke indeling
Daram is onderverdeeld in de volgende 58 barangays:
| - Arawane - Astorga - Bachao - Baclayan - Bagacay - Bayog - Betaug - Birawan - Bono-anon - Buenavista - Burgos - Cabac - Cabil-isan - Cabiton-an - Cabugao - Cagboboto - Calawan-an - Cambuhay - Campelipa - Candugue | - Canloloy - Cansaganay - Casab-ahan - Guindapunan - Guintampilan - Iquiran - Jacopon - Losa - Lucob-lucob - Mabini - Macalpe - Mandoyucan - Marupangdan - Mayabay - Mongolbongol - Nipa - Parasan - Poblacion 1 - Poblacion 2 | - Poblacion 3 - Pondang - Poso - Real - Rizal - San Antonio - San Jose - San Miguel - San Roque - San Vicente - Saugan - So-ong - Sua - Sugod - Talisay - Tugas - Ubo - Valles-Bello - Yangta |

## Demografie
Daram had bij de census van 2007 een inwoneraantal van 38.411 mensen. Dit zijn 2.879 mensen (8,1%) meer dan bij de vorige census van 2000. De gemiddelde jaarlijkse groei komt daarmee uit op 1,08%, hetgeen lager is dan het landelijk jaarlijks gemiddelde over deze periode (2,04%). Vergeleken met de census van 1995 is het aantal mensen met 4.666 (13,8%) toegenomen.

De bevolkingsdichtheid van Daram was ten tijde van de laatste census, met 38.411 inwoners op 140,26 km², 273,9 mensen per km².